# 1980年モスクワオリンピックのオーストラリア選手団
1980年モスクワオリンピックのオーストラリア選手団（1980ねんモスクワオリンピックのオーストラリアせんしゅだん）は、1980年7月19日から8月3日にかけてソビエト連邦の首都モスクワで開催された1980年モスクワオリンピックのオーストラリア選手団、およびその競技結果。今大会のオーストラリア選手団は、ソビエト連邦によるアフガニスタン侵攻への抗議として五輪旗を使用した。

## 概要
今大会は金メダル2個、銀メダル2個、銅メダル5個の合計9個のメダルを獲得した。

## メダル
| メダル | 選手名                                                              | 競技   | 種目                     |
| ------ | ------------------------------------------------------------------- | ------ | ------------------------ |
| 金     | マーク・ケリー ピーター・エバンズ マーク・トネリ ニール・ブルックス | 競泳   | 男子4×100mメドレーリレー |
| 金     | ミシェル・フォード                                                  | 競泳   | 女子800m自由形           |
| 銀     | リック・ミッチェル                                                  | 陸上   | 男子400m                 |
| 銀     | ジョン・サエジ                                                      | カヌー | 男子カヤックシングル500m |
| 銅     | グレーム・ブルーアー                                                | 競泳   | 男子200m自由形           |
| 銅     | マックス・メッツカー                                                | 競泳   | 男子1500m自由形          |
| 銅     | マーク・ケリー                                                      | 競泳   | 男子200m背泳ぎ           |
| 銅     | ピーター・エバンス                                                  | 競泳   | 男子100m平泳ぎ           |
| 銅     | ミシェル・フォード                                                  | 競泳   | 女子200mバタフライ       |